# آیرونکلاد فریدلند
آیرونکلاد فریدلند (به انگلیسی: French ironclad Friedland) یک کشتی بود که طول آن ۱۰۱٫۱ متر (۳۳۱ فوت ۸ اینچ) بود. این کشتی در سال ۱۸۷۳ ساخته شد.